# Guillermo Buitrago
Guillermo de Jesús Buitrago Henríquez (Ciénaga, Magdalena, 1 de abril de 1920 - Ciénaga, Magdalena, 19 de abril de 1949), apodado como El Jilguero de la Sierra Nevada de Santa Marta y El Trovador del Magdalena, fue un compositor, músico y cantante colombiano. Es considerado uno de los principales pioneros de la popularización del vallenato dentro del país, integrando así una parte importante de la música popular colombiana. Además fue junto con Julio César Bovea uno de los primeros intérpretes de las canciones de Rafael Escalona.

## Biografía

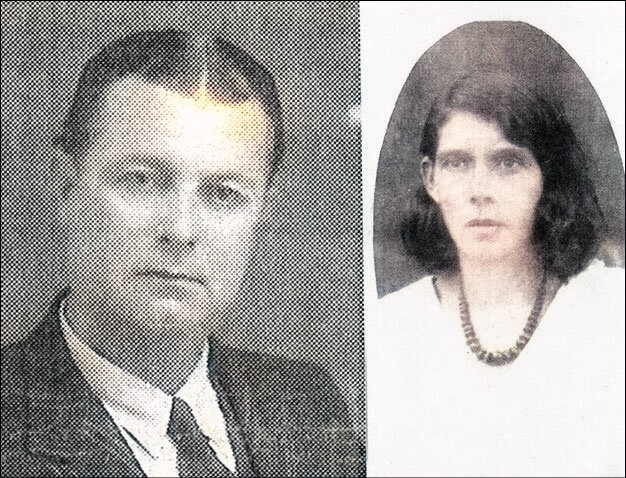
Padres de Buitrago.

Era hijo del comerciante marinillo Roberto de Jesús Buitrago Muñoz y de la cienaguera Teresa Mercedes Henríquez de La Hoz.

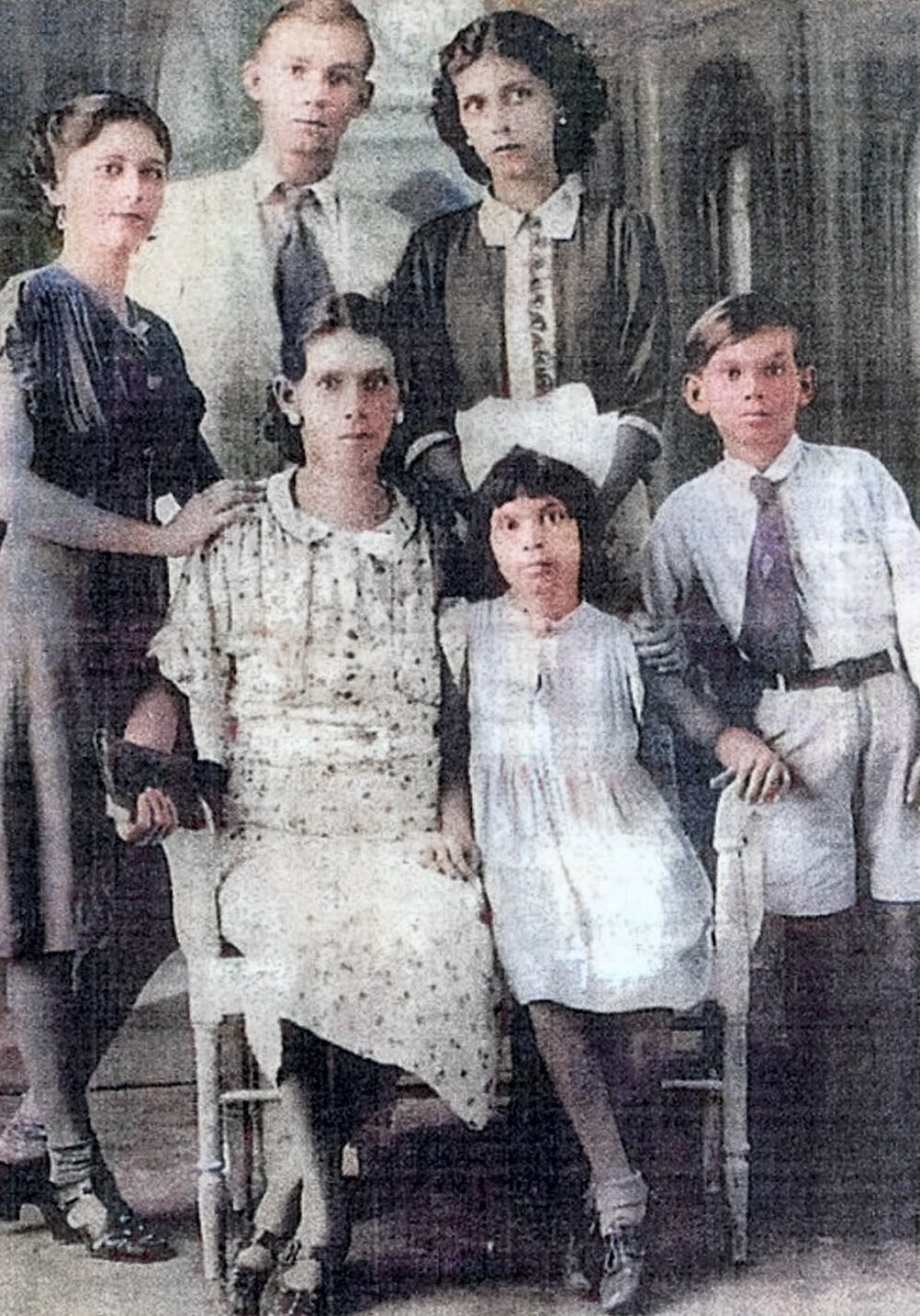
Familia de Guillermo Buitrago. Al lado de Guillermo se encuentran sus dos hermanas mayores, Lola y Socorro, aparecen sentadas Teresa Mercedes (madre de Guillermo) y la hermana menor de Guillermo, Helda, y por último está Gregorio, el hermano menor de todos.

De éste matrimonio nacieron también sus hermanos:
Lola, Socorro, Helda y Gregorio.
Su instrumento musical era la guitarra con la que recorrió el Litoral Norte de Colombia. 
En Santa Marta conoció a un joven peluquero, Julio César Bovea (1934 - 2009), con el cual fundó un dúo y llegaron a ser los primeros intérpretes de las canciones de su contemporáneo Rafael Escalona (1927 - 2009). El dúo duró poco por el fallecimiento de Buitrago, y entonces Bovea fundó el trío "Bovea y sus Vallenatos".
Buitrago también interpretó canciones de Tobías Enrique Pumarejo, Andrés Paz Barrios y Emiliano Zuleta. Tuvo también, como Rafael Escalona, el honor de ser mencionado por el Nobel de Literatura Gabriel García Márquez en una de sus crónicas de 1983. El escritor dice de él:

"El primero que puso la música vallenata en el comercio, dando a conocer a muchos compositores, que hoy gozan de mucho renombre."

### Juglar de la sabana
La década de los años cuarenta vio nacer en Colombia a una de las más importantes figuras de la música popular colombiana del siglo XX: Guillermo de Jesús Buitrago Henríquez fue el pionero del vallenato en el interior del país.
En 1943, para inaugurar sus estudios de grabación y de prensaje de discos que fueron los primeros del país, el propietario de las emisoras Fuentes de Cartagena, el músico y empresario "Toño" Antonio Fuentes (1907 - 1985), invitó a Buitrago y sus acompañantes, Ángel Fontanilla, Efraín Torres y Carlos "El Mocho" Rubio (era llamado con ese apodo porque había perdido gran parte de su antebrazo izquierdo debido a un accidente ocurrido mientras él trabajaba con pirotecnia), quienes eran muy populares en la Costa Atlántica por sus presentaciones en teatros y emisoras locales, para que participaran en la primera grabación hecha totalmente en Colombia. El 12 de marzo de ese año, en la calle de la Universidad de Cartagena, en la ciudad amurallada, en el tercer piso de la emisora, se grabaron "Las mujeres a mí no me quieren" y "Compae Heliodoro", una canción de Buitrago dedicada a su amigo de toda la vida, Heliodoro Eguis Miranda.

### Buitrago en el amor
"Las muchachas se volvían locas por Buitrago", dice Aurora de Fontanilla, esposa de Ángel Fontanilla, segunda guitarra del conjunto, ya fallecido. "Su porte, cabello rubio y ojos azules, lo hacían muy atractivo. La gente se agolpaba en los radioteatros de las emisoras para verlo cantar". Entre 1943 y febrero de 1949, Buitrago grabó unas 50 canciones para Discos Fuentes. En algunas de ellas, tales como La gota fría de Emiliano Zuleta (que Buitrago grabó con el nombre "Qué Criterio") y "Grito vagabundo" de Buenaventura Díaz, quien sufrió una enfermedad que le destruyó grandes partes de la boca y la nariz (debido a esto él perdió casi por completo la capacidad del habla y por eso compuso la canción para contarlo), fue acompañado por el conjunto "Los Trovadores de Barú", que dirigía José Barros. El compositor Momposino Juancho Esquivel Camargo, quien hacía los arreglos musicales de este grupo, aún recuerda (a sus 79 años) la noche en que grabaron "La Víspera de Año Nuevo": "Buitrago se vestía siempre impecable, de blanco. Como la energía fallaba mucho durante el día, tenía sus bajonazos, Don Antonio Fuentes prefería siempre grabar de noche. Buitrago me mostró un poema que había compuesto Tobías Enrique Pumarejo a su novia Doris del Castillo Altamar. Le hicimos algunos cambios a la letra y le hice el arreglo musical en ritmo de merengue. Yo mismo toqué el clarinete que suena cuando empieza la canción."
Buitrago, dice Díaz-Granados, pegó un gran "hit" musical con el picaresco paseo sobre un episodio de la vida indómita de una muchacha del barrio París, de Ciénaga, de familia muy conocida, llamada Josefa. Quien en la temporada de carnaval se ponía el tradicional y encubridor capuchón, pero a sus hermanos les disgustaba, al extremo de que uno de ellos cuando Josefa llegaba a la finca de cocos, la echaba de la "coquera", una vez que pisara el "quitipón", una puerta rústica hecha generalmente de varas de uvito o trupillo. De ahí surgió la canción de "La capuchona".

### Pionero de la música popular
Buitrago fue la primera estrella de la música popular colombiana. También fue una especie de mecenas de muchos compositores sin los que hoy no podría ser concebido el folclore del país. Sacó del anonimato a Rafael Escalona, a Emiliano Zuleta, a Abel Antonio Villa -de quien fue gran amigo-, a Tobías Enrique Pumarejo, a Chema Gómez, a Luis Pitre y a Eulalio Meléndez, el compositor de "La piña madura" (que en este caso la canción fue interpretada por otro cantante llamado Julio César Sanjuan Escorcia, un imitador de Buitrago bajo el seudónimo de "Buitraguito").
Cierta noche, en la casa de Godofredo Armenta, en Ciénaga, los asistentes observaron que la mayoría de los invitados al baile admiraban el tamaño y hermosura de una piña que había sido colocada en el "seibó" (una especie de mueble de comedor) y que estaban más pendientes de la fruta que de la belleza de las mujeres. A Meléndez se le ocurrió ahí mismo una letra y melodía, que Buitrago modificó después. De ahí surgió "La piña madura".

## Fallecimiento
Una semana antes de morir, el 19 de abril de 1949, unos dicen que fue envenenado, otros que falleció de cirrosis, algunos más que lo afectó una neumonía extrema - tuberculosis - Buitrago le pidió el favor a Abel Antonio Villa para que lo acompañara a comprar una cuna para su hijo recién nacido, Gregorio. Según una entrevista que dio Villa al periodista colombiano Bernardo Vasco, en el año 2005: "Ya estaba muy enfermo y fue la última vez que lo ví; éramos compadres." "En el cuarto donde fue velado su cadáver, rodeado de amigos y demás seres queridos, se encontraba arrinconada y triste su inseparable guitarra de sus amores. Fue muy llorado nuestro cantor", precisa Díaz-Granados. Buitrago murió muy joven, de 29 años, pero más de 70 años después de su fallecimiento, es uno de los cantantes que más vende discos en Colombia. Por esas paradojas del destino, el mismo día cuando Buitrago falleció, llegó de La Habana el propietario de Discos Fuentes, Antonio "Toño" Fuentes. Traía un contrato para que Buitrago cantara e hiciera algunas grabaciones con la Orquesta Casino de la Playa, que dirigía el pianista Anselmo Sacasas.
Al desintegrarse el conjunto de Buitrago, otro músico cienaguero, Julio César Bovea, convoca a Ángel Fontanilla y al cantante Alberto Fernández Mindiola, todos de su región, para conformar el más famoso conjunto de música costeña: Bovea y sus Vallenatos, que se radicó entre 1967 y 1975 en Argentina y popularizó allí los versos de Rafael Escalona.
El mismo año de la muerte de Guillermo Buitrago, Discos Fuentes realizó un concurso radial para encontrar el sucesor con la voz más parecida a la de Buitrago, encontrando en Julio César Sanjuan  Escorcia un estilo artístico y una voz que le hizo merecedor del seudónimo de "Buitraguito". Julio César Sanjuan hizo parte del trío de Bovea y sus Vallenatos en Argentina bajo el mismo seudónimo, lo que llevó en alto a este género musical por más de 60 años, creando su propia historia. Es un icono de la Navidad y un represente del vallenato de cuerda que inmortalizó la música de Buitrago, Bovea y su propia historia en la música.

## Discografía
La mayoría de sus canciones contienen los siguientes instrumentos: 2 guitarras, 1 haciendo de punteo principal y la otra acompañando, y una guacharaca.
Sus grabaciones oscilan entre las 100 - 150 canciones, sin embargo solo un aproximado de 60 canciones todavía existen debido a que Discos Fuentes no publicó la mayoría de las canciones. Éstas fueron distribuidas en discos de 78 RPM. Discos Fuentes ha recopilado muchas de estas canciones en LPs, EPs y CDs más recientemente, siendo las recopilaciones más significativas:
La Víspera de Año Nuevo
1. Las Mujeres A Mí No Me Quieren
2. Compae Heliodoro (En homenaje a su buen amigo, Heliodoro Eguis Miranda, hombre muy querido por todos en Ciénaga por su don de gentes y por ser de ayuda a quien necesitara de él)
3. La Hija de Mi Comadre
4. Ron de Vinola
5. Qué Criterio (La gota fría de Emiliano Zuleta Baquero)
6. El Hijo de La Luna
7. Grito Vagabundo (Compositor Buenaventura Díaz)
8. El Huerfanito
9. La Víspera de Año Nuevo (Compositor Tobías Enrique Pumarejo)
10. La Araña Picua
11. Dame Tu Mujer José
12. La Vida Es Un Relajo

Guillermo Buitrago Inédito (La música inédita o poco conocida de Guillermo Buitrago)
1. Se Marchitaron Todas Las Flores
2. La Loca Rebeca
3. Muchacha Patillalera (Compositor Tobías Enrique Pumarejo)
4. Gallo Basto y Pelao
5. El Toque de Queda
6. El Desdichado
7. La Cita (Compositor Tobías Henríquez Pumarejo)
8. Careperro
9. Cinco Noches de Velorio (La Muerte de Abel Antonio, Compositor Abel Antonio Villa)
10. Las Contradicciones
11. El Gallo Atravesao
12. El Tigre Guapo
13. El Maromero
14. Buitrago Me Tiene un Pique (Con Esteban Montaño Polo)

La Piña Madura
1. La Capuchona
2. Adiós Mi Maye (La despedida de Rafael Escalona)
3. Cienaguera
4. La Carta
5. El Testamento (Compositor Rafael Escalona)
6. El Tiburón De Marbella
7. El Amor De Claudia
8. Pacha Rosado
9. La Piña Madura
10. La Varita De Caña
11. Espera Que Me Muera
12. El Compae Miguel (El Ermitaño)

Regalito de Navidad
Este LP fue editado por Discos Fuentes mezclando dentro de las 12 canciones del disco unas 4 canciones que no pertenecen a Guillermo Buitrago y que son interpretadas por otro cantante llamado Julio César Sanjuan Escorcia, alias "Buitraguito", un imitador de Guillermo Buitrago con una voz bastante similar que escogió Discos Fuentes en un concurso para encontrar una nueva voz después de la muerte de Guillermo Buitrago. Muchas personas tienden a confundir a ambos cantantes y es más que justo, debido a la mezcla de esos temas y a la similitud de ambas voces. Aún hoy en día Discos Fuentes sigue editando y promocionando erradamente esas canciones que son interpretadas por "Buitraguito" en algunos CD de Guillermo Buitrago.
Las canciones con asterisco (*) fueron interpretadas por Julio César Sanjuan, alias "Buitraguito".
1. Regalito de Navidad *
2. Palomita Mensajera *
3. Yo No Monto en Avión *
4. El Amor es un Collar
5. Las Sabanas del Diluvio (Compositor Tobías Enrique Pumarejo)
6. Luis Eduardo
7. Rosa Valencia *
8. La Peste
9. Pacho y Abraham
10. Los Enanos
11. El Brujo de Arjona (El nombre original del tema es "El Enviado", pero fue modificado por Discos Fuentes)
12. Moralito

El Testamento y Otros Cantos Inéditos
1. El Cazador
2. La Mujer Que Quiere a Uno
3. La Fiera de Pabayo
4. Pacho y Abraham
5. La Costumbre de Los Pueblos
6. El Testamento
7. La Matica de Yuca
8. Espera que Me Muera
9. El Dolor de Micaela
10. La Vida Es Un Relajo

Víspera de Año Nuevo EP Discos Fuentes – 600083 FormatoVinilo, 7", 33 ⅓ RPM, EP
1. A1		Compae Heliodoro
2. A2		El Hijo de La Luna
3. B1		La Víspera de Año Nuevo
4. B3		Dame Tu Mujer José

Otros
Entre otros temas de su repertorio se encuentran los siguientes, algunos de ellos están prácticamente extintos y solo coleccionistas los poseen. Las canciones con asterisco (*) son las que se han redescubierto:
- Buitrago Me Tiene un Pique (1.ª Versión, canta Esteban Montaño Polo) *
- Compay Chaney (El Zorro) *
- Como se Pierde se Gana (Bolero)
- El Bachiller (Compositor Rafael Escalona) *
- El Bobo de la Yuca (Buitrago solo hizo coros) *
- El Coco Rayado *
- El Compae Miguel (1.ª versión) *
- El Día de San Sebastián (El Caimán) *
- El Doctor Rafael Lavalle *
- El Jerre Jerre (Compositor Rafael Escalona) *
- El Negro Maldito *
- El Negro Mendo *
- El Platanar *
- La Estricnina *
- La Vaca Lechera *
- Las Cosas de las Mujeres *
- Linda Nena (Vals) *
- Los Panderos de Río Frío *
- Mi Guayabo *
- Mil Veces (Lombo) *
- Mi Morenita *
- Petra la Pelua *
- Santo Tomas *
- Tomasa *
- Zorro Chucho, Marimonda y Baco *
- Toño Miranda en El Valle

Los temas siguientes han desaparecido totalmente:
- El Alazanito (Compositor Tobías Enrique Pumarejo)
- Mala Noche (Canción dedicada por Guillermo Buitrago a Sócrates Villero, "El negrito figurín", ahijado de éste)
- Falsas Caricias
- Anhelos
- Los Choferes
- La Rosca
- Teresa Mercedes (Canción dedicada por Guillermo Buitrago a su madre -Teresa Mercedes Henríquez de La Hoz- después de ella haber fallecido)
- Las Muchachas de Buitrago
- Ritmo Colombiano / Mi Colombia (Solo coros por parte de Buitrago)
- La Cañandonga
- Pobre Negra Mía (Lado B de "Las Cosas de las Mujeres" editado por Odeón)
- Pecadora (Bolero)
- Solamente una Vez (Bolero)

Discos Fuentes posee la mayor parte de sus canciones y grabaciones, aunque muchas de ellas dejaron de salir a la luz pública desde hace décadas y han desaparecido a tal punto que ni siquiera Discos Fuentes sabe qué hizo con ellas. Odeón Argentina y Chile editaron algunos de sus temas, los cuales difícilmente se pueden encontrar, y solo coleccionistas pueden tener sus grabaciones en 78 RPM.
Otras grabaciones de Guillermo Buitrago fueron cuñas radiales, tales como:
- Ron Añejo *
- Ron Motilón *
- Propaganda grabada como introducción para programas radiales de Guillermo Buitrago (radio documento). Al parecer, esta canción es inspirada en el tema "Las Muchachas de Buitrago" *
- Canada Dry (Una marca de cervezas)
- Nutrimalta (Una bebida hecha a base de Malta)
- La Costeña (Una sastrería)
- El Colegio (Almacén de víveres y licores)
- La Piladora de Tomás
- Farmacia San José
- Farmacia Royal
- Almendra Tropical (Un café)
- Muebles la Fama (Fábrica de muebles de fibra)
- Gentleman (Compañía colombiana de cigarrillos)
- La Mayorquina (Dulcería y repostería)
- Flor del Campo (Una panadería)

Existen más cuñas radiales, pero las que están marcadas con asterisco (*) son las únicas que se han redescubierto.
16 Éxitos De Navidad Y Año Nuevo
Uno de los últimos CDs que se encuentran en el mercado, otra recopilación de las canciones más populares. En este CD algunos temas han sido restaurados y unos bongós han sido añadidas en esos temas que originalmente no las tenían. También algunos temas han sido "mutilados", habiendo sido editados y habiendo eliminado parte del punteo inicial.
Aquellos con asterisco (*) han sido complementados con bongós (Nótese especialmente "El Brujo de Arjona / El Enviado"):
1. La Víspera De Año Nuevo *
2. Ron de Vinola
3. Dame Tu Mujer José
4. Grito Vagabundo *
5. El Huerfanito *
6. Compae Heliodoro *
7. El Amor De Claudia
8. La Carta*
9. La Araña Picua *
10. La Piña Madura*
11. La Hija De Mi Comadre *
12. Qué Criterio*
13. Las Mujeres A Mí No Me Quieren *
14. Cienaguera
15. El Testamento
16. El Brujo De Arjona / El Enviado *

### Una tonada inmortal: La Víspera de Año Nuevo
Primero un poema y luego una canción, La Víspera de Año Nuevo, es la composición más popular de Buitrago. Es un himno para despedir al año que termina. La noche del 22 de diciembre de 1945, Tobías Enríque Pumarejo estaba a punto de "sonsacarse" de su finca a una mujer que había conocido semanas atrás -Doris del Castillo Altamar- y de la cual estaba perdidamente enamorado. El plan era sencillo: con la complicidad de un vecino iría hasta la puerta de su casa y se la llevaría para su finca de El Copey, Cesar. Pero en el transcurso de la huida, Toba se mostró muy nervioso y en un momento dado creyó que los hermanos de Doris lo perseguían con perros; y hasta le pareció escuchar que le hacían disparos, lo que los obligó por un buen rato a mantenerse escondidos en una ceiba hueca que encontraron en el camino. Los enamorados empezaron a hacer planes para el futuro. Sin embargo, en la noche del 31 de diciembre, Toba se fue a parrandear con unos amigos a Los Venados, población cercana a Caracolí, Cesar, y en el fragor de la parranda, para pedirle el perdón a Doris, a quien había dejado sola y triste en la finca, compone unos versos para contentarla. Al retornar a la finca, donde estaba Doris esperándolo, Toba introduce la mano en su bolsillo, saca el papel donde escribió el poema, le dice que quiere el desagravio y que le va a dedicar unos versos que fueron inspirados en esa aventura. Cuando la familia de Doris supo que ella se había escapado, justo en la Nochebuena, quedó muy triste. Toba, en cambio, estaba feliz de la dicha. Aquí es preciso hacer un comentario: cuando Buitrago grabó la canción -en febrero de 1949 - le pareció indecente el último verso y lo cambió por "contigo allá en las sabanas", según lo constatan y ratifican el compositor Emiliano Zuleta (el autor de La Gota Fría) y los señores Rafael, Álvaro Gutiérrez y José Domingo Pumarejo, primos de Toba.
El homenaje a "Las Sabanas del Diluvio" y "Camperucho" tiene dos interpretaciones: por una parte, eran -y siguen siéndolo- tierras muy bellas y productivas; por otra, en ellas transcurrieron los amoríos de Toba con Doris y su posterior fuga. El párrafo final fue una premonición que el compositor tenía: "si los hermanos de Doris me llegan a encontrar, me matan". De ahí, la alusión a la muerte.